# ریلمنیدین
ریلمنیدین یکی از داروهای تجویزی برای درمان فشار خون بالا است که با نام‌های تجاری Albarel, Hyperium, Iterium و Tenaxum به بازار عرضه می‌شود.